# Stylocidaris ryukyuensis
Stylocidaris ryukyuensis is een zee-egel uit de familie Cidaridae.
De wetenschappelijke naam van de soort werd in 1975 gepubliceerd door Shigei.